# Абу Бакр Мухаммад ад-Дарбанди
Абу́ Бакр Муха́ммад ибн Му́са ад-Дарбанди́ (араб. أبو بكر محمد الدربندي‎; род. между  1058 и 1068 годами, Дербент — 1145, Багдад) — крупный мусульманский теолог-ашарит и мистик, теоретик раннего суфизма на Кавказе. Автор книги «Райхан аль-хакаик ва-бустан ад-дакаик» («Базилик истин и сад тонкостей») — энциклопедии суфийских понятий, правил и морально-этических норм.

## Биография
Его полное имя: Абу Бакр Мухаммад ибн Муса ибн аль-Фарадж аш-Шафи‘и ас-Суфи ад-Дарбанди. Он родился в семье переселенцев в Дербенте (Баб аль-абваб) в квартале Химс между 1058 и 1068 годами. Его отец, Муса аль-Лаббад аль-Муаддиб, был домашним воспитателем.
В 70-80-х годах XI века Мухаммад ад-Дарбанди обучался в Дербенте, Хумайдийи (Гемейди), Арджиле (Хелипенджик) и других поселениях Халифата. Под руководством Абу-ль-Касима аль-Варрака (ум. между 1098 и 1104 гг.) он изучал «науку хадиса» (‘ильм аль-хадис) и приобщился к суфизму. Под руководством Абу-ль-Хасана аль-Басри (ум. в конце XI в.) и Абу Мухаммада аль-Лакзи (ум. в конце XI в.) изучал шафиитское право. В формировании взглядов ад-Дарбанди сыграли большую роль такие известные богословы Дербента как Юсуф аль-Лакзи (ум. до 1089-90 г.), Ибрахим аль-Гадаири (ум. в начале XII в.), Яхья аль-Гадаири (ум. после 1098 г.) и Маммус аль-Лакзи (приблизительно 1040—1110 годы). Углублённое изучение суфизма он продолжил у Абу-ль-Хасана аль-Джурджани (ум. до 1098).
В середине 80-х годов ад-Дарбанди покинул Дербент в поисках знаний (рихла). Он жил в Табаристане, побывал в Мекке, Медине, Багдаде, Исфахане и окончил медресе Низамия. К началу 90-х годов ад-Дарбанди возвратился в Дербент. Здесь он основал собственное «собрание» (маджлис). В начале 1098 года изменилась общественно-политическая обстановка в Дербент и ад-Дарбанди был вынужден покинуть город.
В 1098 году гонения властей заставили его бежать из Дербента. Вторую половину жизни провёл в Багдаде, там же и умер между 7 апреля и 5 мая 1145 года.

## Учителя и ученики
Ад-Дарбанди жил в то время, когда происходила кодификация суфийской практики и формирование суфийской идеологии. Он был знаком с аль-Газали, учился у Абу-ль-Махасина ар-Руяни (убит в 1108), Абу Абдуллаха аль-Бакри (ум. 1105), Абу-ль-Музаффара аль-Абиварди (ум. 1113), Имаду-д-дина аль-Харраси (ум. 1110), Джафара ас-Сарраджа (ум. 1106), Ибн аль-Кайсарани (ум. 1113), Шамсу-ль-Аиммы ас-Сарахси (ум. 1096-97 или 1107), Ширавайха ибн Шахридара (ум. 1115) и других выдающихся людей своей эпохи.
В различных областях Аббасидского халифата ад-Дарбанди имел учеников и последователей. Среди них выделялись прозванные «опорой ислама» шиитский богослов Абу Джафар Мухаммад ибн Абу-ль-Касим ат-Табари (ум. 1131) и шафиитский правовед Абу Тахир ас-Силафи (ум. 1180). Его ом в Дербенте посещали многие видные учёные того времени.

## Взгляды
Ад-Дарбанди был сторонником символико-аллегорического толкования Корана (тавиль). Он ограничивал сферу применения общеисламских традиций, частично сводя их к синкретичным традициям суфизма. Следовал традиционному толкованию суфийских терминов. Включив в суфийскую традицию местный материал, он ввёл в неё новые элементы. Таким образом, богослов приблизил теоретические положения суфизма к насущным требованиям времени и духовным запросам современников.
Ад-Дарбанди подчёркивал принадлежность ценностей суфизма к общеисламскому духовному наследию. Стремился сблизить рационалистическое направление мистицизма и суннитское «правоверие», начатое Джунайдом аль-Багдади (ум. 910) и Абу-ль-Касимом аль-Кушайри (ум. 1071), шесть учеников которого были его наставниками, и продолженное Абу Хамидом аль-Газали. Творчество ад-Дарбанди показывает неслучайность философии аль-Газали и подготовку развития мусульманской религиозно-философской мысли другими средневековыми мусульманскими философами.

## Базилик истин и сад тонкостей
Мухаммад ад-Дарбанди является автором книги «Райхан аль-хакаик ва-бустан ад-дакаик» («Базилик истин и сад тонкостей»). Книга написана в жанре энциклопедического словаря и представляет собой свод суфийских доктринальных (теоретических), обрядовых (практических) и технических (специальных) терминов, а также общеисламских понятий, используемых суфиями. Эти термины соответствовали их религиозной практике и мировоззрению, а также морально-этических категорий, составляющих кодекс правил, норм и обычаев суфиев (адаб.
Сочинение написано на рубеже XI—XII веков. Оно известное в единственном списке 1342/1343 года. Эта наиболее значительный из дошедших до нас памятников раннего суфизма на Кавказе.
Анализ книги говорит о том, что широкое внедрение мусульманской идеологии на Кавказе происходило в форме суфизма, что схоже с процессами, происходившими в других окраинах Арабского халифата. Труд Абу Бакра ад-Дарбанди представляет особую ценность для понимания процессов формирования локальных форм ислама на Северном Кавказе. Книга помогает понять процесс диалектическое взаимодействия общеисламских и суфийских приоритетов, а также сам механизм функционирования ислама как целостной идеологической системы.